# Happy Pill
Happy Pill var ett svenskt band som bildades av Ryan Roxie, Johan Bergqvist och Anton Körberg hösten 2006. Bandet gjorde sin första spelning år 2007 på O-baren på Östermalm. Den 30 maj 2008 var de förband till KISS inför 35 000 åskådare. 2009 bytte de namn till Roxie 77 och släppte skivan Two Sides To Every Story.

## Medlemmar
Senaste medlemmar
- Ryan Roxie – sång, gitarr (2006–2009)
- Anton Körberg – trummor, körsång (2006–2009)
- Magnus Wikström – gitarr, piano, körsång (2008–2009)
- Eric Rydman – basgitarr, körsång (2006–2009)

Tidigare medlemmar
- Johan Bergqvist – gitarr, piano, körsång (2006–2008)

## Diskografi
Studioalbum
- 2009 – Two Sides To Every Story (Dubbel CD som "Roxie 77")

Singlar
- 2008 – "This Year" / "36 Hours"